# Tennis vid olympiska sommarspelen 1900
I tennis vid olympiska sommarspelen 1900 avgjordes fyra grenar, två för herrar, en för damer och en mixad. Tjugosex tävlande från fyra länder deltog. Flera av dubbelparen bestod av mixade nationaliteter.

## Medaljfördelning
| Pl.    | Nation          | Guld | Silver | Brons | Totalt |
| ------ | --------------- | ---- | ------ | ----- | ------ |
| 1      | Storbritannien  | 4    | 1      | 3     | 8      |
| 2      | Frankrike       | 0    | 1      | 1     | 2      |
| 3      | USA             | 0    | 0      | 1     | 1      |
| 3      | Böhmen          | 0    | 0      | 1     | 1      |
|        |                 |      |        |       |        |
|        | Kombinationslag | 0    | 2      | 2     | 4      |
|        |                 |      |        |       |        |
| Totalt | Totalt          | 4    | 4      | 8     | 16     |

## Medaljörer
| Gren                    | Guld                                             | Silver                                                     | Brons                                                             |
| Herrsingel Detaljer...  | Laurence Doherty Storbritannien                  | Harold Mahony Storbritannien                               | Reginald Doherty Storbritannien                                   |
| Herrsingel Detaljer...  | Laurence Doherty Storbritannien                  | Harold Mahony Storbritannien                               | Arthur Norris Storbritannien                                      |
| Herrdubbel Detaljer...  | Storbritannien Laurence Doherty Reginald Doherty | Kombinationslag Max Décugis (FRA) Basil de Garmendia (USA) | Storbritannien Harold Mahony Arthur Norris                        |
| Herrdubbel Detaljer...  | Storbritannien Laurence Doherty Reginald Doherty | Kombinationslag Max Décugis (FRA) Basil de Garmendia (USA) | Frankrike André Prévost Georges de la Chapelle                    |
| Damsingel Detaljer...   | Charlotte Cooper Storbritannien                  | Hélène Prévost Frankrike                                   | Marion Jones USA                                                  |
| Damsingel Detaljer...   | Charlotte Cooper Storbritannien                  | Hélène Prévost Frankrike                                   | Hedwiga Rosenbaumová Böhmen                                       |
| Mixeddubbel Detaljer... | Storbritannien Charlotte Cooper Reginald Doherty | Kombinationslag Hélène Prévost (FRA) Harold Mahony (GBR)   | Kombinationslag Marion Jones (USA) Laurence Doherty (GBR)         |
| Mixeddubbel Detaljer... | Storbritannien Charlotte Cooper Reginald Doherty | Kombinationslag Hélène Prévost (FRA) Harold Mahony (GBR)   | Kombinationslag Hedwiga Rosenbaumová (BOH) Archibald Warden (GBR) |

## Deltagande nationer
Totalt deltog tjugosex tennisspelare från fyra länder vid de olympiska spelen 1900 i Paris.
- Böhmen (1)
- Frankrike (14)
- Storbritannien (6)
- USA (5)